# Josef Baldia
Josef Baldia (* 22. August 1845 in Wien; † 26. Februar 1912 ebenda) war ein österreichischer Architekt.

## Biographie
Josef Baldia, der einem handwerklich geprägten Umfeld entstammte, legte 1864 die Gesellenprüfung als Maurer ab und war ab 1873 als Bauzeichner in Ottakring tätig. Daneben besuchte er die Gewerbeschule. 1876 konnte er sich als konzessionierter Baumeister in Neulerchenfeld, einem Teil des heutigen 16. Wiener Gemeindebezirks Ottakring selbständig machen.
Ab 1882 war Josef Baldia Schätzmeister für den k.k. Gerichtsbezirk Ottakring und ab 1892 Stadtbaumeister. Zwischen 1884 und 1888 war er außerdem Gemeinderat in Neulerchenfeld.
Beruflich kam Josef Baldia über seinen Heimatbezirk nicht hinaus. Für öffentliche oder sonstige repräsentative Gebäude wählte er vor allem Formen aus der Zeit der Renaissance. Später kamen auch Elemente des Barock dazu. Er wurde am Ottakringer Friedhof bestattet.

## Bauwerke
- 1883: Wohnhaus (Koppstraße 28)

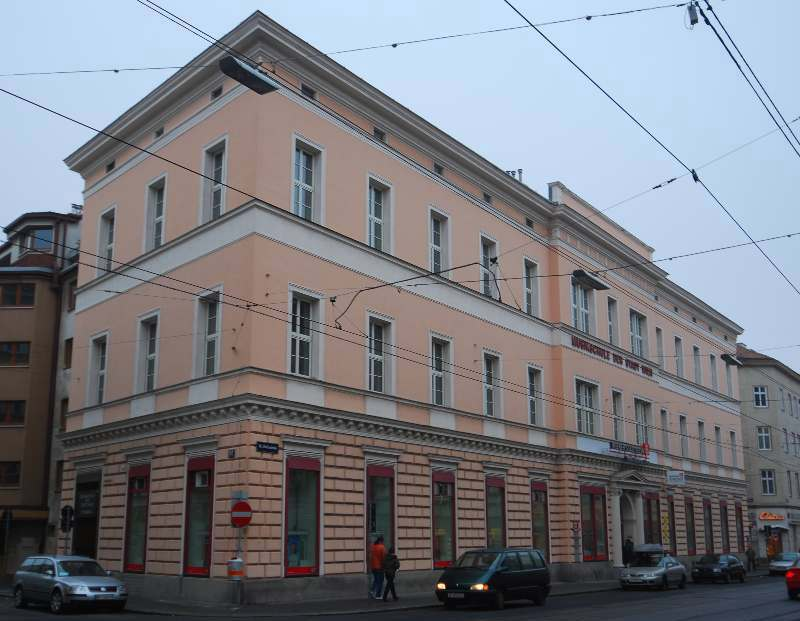
Kronprinzessin Stephanie-Spital

- 1884: Wohnhaus (Yppenplatz / Brunnengasse), Fassade abgeschlagen
- 1884–1885: Kronprinzessin Stephanie-Spital (Thaliastraße 44), Fassade vereinfacht
- 1886: Wohnhaus (Fröbelgasse 31)
- 1886: Wohnhaus (Fröbelgasse 29), zerstört
- um 1900: Wohnhaus (Fröbelgasse 27)
- um 1900: Wohnhaus (Fröbelgasse 25)
- 1904: Wohnhaus (Koppstraße 26)
- ?: Volksschule (Liebhartsgasse 19 – 21), Fassade abgeschlagen